# باستان انگل‌شناسی
باستان انگل شناسی (به انگلیسی: Archaeoparasitology)
شاخه‌ای از دانش انگل شناسی است که در قلمرو باستان شناسی به جستجوی نشانه‌هایی از انواع گونه‌های انگل می‌پردازد.
باستان انگل‌شناس با پژوهش بر روی نمونه‌های برداشت شده از محوطه‌ها و مواد باستانی، با روش‌هایی همچون مطالعات میکروسکوپی، ایمونولوژی و زیست‌شناسی مولکولی موفق به کشف بقایای انگلهای باستانی می گردد.
واژهٔ باستان انگل‌شناسی نخستین بار از سوی پروفسور کارل رینهارد  برای این تخصص میان رشته ای پیشنهاد گردید. ابن واژه در واقع مطالعه به منظور شناسایی گستره‌ای از انگلها در یافته‌های باستان شناختی را شامل می‌شود که به نوعی با فعالیتهای انسانی مرتبط هستند. واژهٔ عام تر دیرین انگل شناسی نیز بر تمامی مطالعات انگل شناسانه‌ای که روی کلیهٔ یافته‌های تاریخی، باستانی و دیرین شناختی انجام پذیر است، دلالت دارد.

## تاریخچه مطالعات باستان انگل‌شناسی
اولین گزارش انگل‌شناسی بر روی یافته‌های باستانی، شناسایی تخم انگل شیستوزوما در سال ۱۹۱۰ میلادی توسط مارک آرماند رافر و ضمن مطالعه بر روی مومیایی‌های مصر بود. از آن تاریخ تاکنون پژوهش‌های فراوانی از این دست توسط متخصصان باستان انگل‌شناس انجام شده که پاسخگوی پرسشهایی مطرح در انسان شناسی، باستان شناسی و انگل شناسی بوده‌است.

## مطالعات باستان انگل‌شناسی در ایران
ایدهٔ اولیهٔ پیگیری مطالعات باستان انگل‌شناسی در فلات ایران نخستین بار با طرح و پشتیبانی مرجان مشکور ، باستان جانورشناس ایرانی مقیم فرانسه ارائه گردید که هم‌اکنون توسط یکی از دانشجویان وی (مسعود نظام آبادی) در دورهٔ دکترای این رشته پیگیری می‌شود. به این ترتیب زمینهٔ معرفی بیشتر این زمینهٔ علمی به جامعهٔ باستان‌شناسی و همچنین دانشگاه‌های علوم پزشکی در ایران فراهم شده‌است.
اولین یافته‌های تأیید شدهٔ دیرین انگل‌شناسی در ایران نیز مربوط به محوطهٔ باستانی معدن نمک چهرآباد است که شواهد آلودگی یکی از مردان نمکی به کرم کدو را در دورهٔ هخامنشی نشان می‌دهد.